# Ибрагимов, Камиль Исмагилович
Камиль Исмагилович Ибрагимов (род. 30 декабря 1958) — советский хоккеист, нападающий.
Начинал играть в сезоне 1979/80 в команде первой лиги СК им. Урицкого (Казань). В сезоне 1981/82 перешёл в СКА Новосибирск. В следующем сезоне провлё два матча в чемпионате СССР за СКА Ленинград. В сезоне 1983/84 вернулся в казанский клуб. Завершил карьеру в сезоне 1986/87 в команде второй лиги «Сокол» Новочебоксарск.